# Смілянець Євгенія Петрівна
Євге́нія (Югина) Петрі́вна Смілянець (24 січня 1907 , Карабелівка, Гайсинський повіт, Подільська губернія, Російська імперія  — невідомо ) — український радянський діяч, селянка. Депутат Верховної Ради УРСР 1-го скликання (1938–1947).

## Життєпис
Народилась 24 січня 1907 року в багатодітній родині селянина-бідняка в селі Карабелівка, тепер Теплицький район, Вінницька область, Україна. Закінчила чотири класи сільської школи. З дванадцятирічного віку наймитувала у заможних селян. До 1929 року працювала у власному сільському господарстві в селі Карабелівці Теплицького району Вінниччини.
З 1929-го — колгоспниця, з 1934 по 1939 рік — ланкова колгоспу села Карабелівки Теплицького району Вінницької області. Збирала високі врожаї цукрових буряків.
26 червня 1938 року обрана депутатом Верховної Ради УРСР 1-го скликання по Теплицькій виборчій окрузі №58 Вінницької області.
У 1939 році закінчила двомісячні сільськогосподарські курси. З 1939 до червня 1941 року працювала інспектором виконавчого комітету Теплицької районної ради депутатів трудящих Вінницької області.
Кандидат у члени ВКП(б) з 1940 року.
Під час німецько-радянської війни у кінці червня 1941 року переїхала до села Стара Прилука Турбівського (тепер Липовецького) району Вінницької області, де проживала під чужим прізвищем і переховувалася від німецької окупаційної влади.
З 1944 року — ланкова колгоспу села Карабелівки Теплицького району Вінницької області.